# Утятское
Утятское — село в составе Нагорского сельсовета, входящего в Притобольный район Курганской области Российской Федерации.

## География
Село расположено на левом берегу реки Тобол. Расстояние в километрах от областного центра — Кургана 43, от районного центра — села Глядянского 33.

## Население
| 1989 | 2002 | 2010 |
| ---- | ---- | ---- |
| 570  | ↘480 | ↘446 |

## История
Слобода Утятская была основана в последней четверти XVII в. на южной границе земель, заселенных к этому времени русскими первопроходцами. Название — от речки Утяк, при устье которой первоначально было основано поселение. Вследствие неоднократного разорения поселения кочевниками, в 1680 году слобода была отстроена на новом месте на левом берегу Тобола.
Согласно документам РГАДА считается, что основателем слободы был Федор Иноземцев, ок. 1680 года поселившийся вблизи устья р. Утяк. Он же, слободчик Иноземцев, со старцем Авраамием заводят в Утяцкой слободе раскольническую пустынь. Вскоре слобода становится одним из центров старообрядческого движения в Притоболье, куда начинают стекаться раскольники.
С 1782 года слобода стала административным центром Утятской волости Курганского уезда Тобольской губернии, а с 1837 г. была переименована в село.
По данным Центрального статистического комитета МВД, в опубликованном Списке населённых мест Тобольской губернии 1868—1869 годов, под № 1659 значится — Курганского округа, 4-го участка Утятское  (Утяцкое), село казённое, при р. Тоболе; расстояние в верстах до окружного управления 40, от участковой квартиры 20; число дворов 178; число жителей: муж. пола 410 чел., жен. пола 481 чел.; Церковь православная 1, приходское училище, волостное правление, торжков три: 6 января, 9 мая, 6 декабря.

## Православная церковь
Первая православная церковь в Утятском построена в середине 1690-х годов, — деревянная однопрестольная — во имя Святителя Николая Чудотворца. По преданию взамен обветшавшего решено было строить новый, и при его постройке место для строительства было указано явленной в 1749 году иконой Николая Чудотворца. При этом он был перестроен в двухпрестольный с главным престолом в честь Богоявления Господня и придельным — во имя Святителя Николая. Таким образом, с тех пор церковь называется Богоявленской. В 1789 году в Утятский приход, кроме самой слободы, входили деревни: Завьялкова, Нагорная, Новая, Вавилкова, Галаева, Шмакова, Ракова, Степная, Сосновская, Казанцева, Плотникова, Галишева и Меньщикова.
С приходом в село советской власти в 1922 году храм был разорён и затем закрыт, возвращён верующим лишь в 1997 году. Святыня храма — Явленный Чудотворный образ Святителя Николая. С 2001 года ежегодно на поклонение Чудотворному образу совершается 40-километровый Крестный ход от храма Великомученика Георгия Победоносца на Увале до Богоявленского храма в Утятском.

## Знаменитые уроженцы
- Потанин, Виктор Фёдорович (*1937) — русский писатель, публицист; Заслуженный работник культуры России; почётный гражданин города Кургана (1997); почётный гражданин Курганской области (2003). Кавалер трёх орденов: Ордена  «Знак Почёта» (1987), Ордена Почёта (1997),  Ордена Дружбы (2009).